# Stiromesostenus
Stiromesostenus is een geslacht van vliesvleugelige insecten (Hymenoptera) uit de familie van de gewone sluipwespen (Ichneumonidae). Het geslacht werd opgericht door Peter Cameron in 1911.
Cameron plaatste een nieuwe soort in dit geslacht, Stiromesostenus xanthostomus, die H.A. Lorentz had verzameld in het voormalige Nederlands-Nieuw-Guinea.

## Soorten
- S. albiorbitalis Cheesman, 1936
- S. exareolatus (Szepligeti, 1916)
- S. rufus (Cameron, 1911)
- S. sepicanus (Strand, 1911)
- S. xanthostomus Cameron, 1911